# Baroque Hoedown
Baroque Hoedown è un brano strumentale del duo Perrey & Kingsley contenuto nell'album Kaleidoscopic Vibrations del 1967.

## Storia
Baroque Hoedown risale al 1967, e viene principalmente ricordata per essere stata usata nella Main Street Electrical Parade, la vivace parata musicale tenuta a Disneyland. Bob Jani, vicepresidente della Walt Disney Productions, voleva originariamente usare la musica sinfonica del film Fantasia per accompagnare la sfilata, ma  Jack Wagner consigliò al suo collega di usare della musica elettronica, e non orchestrale. Dopo aver ascoltato diverse potenziali tracce da utilizzare, Jani decise di usare Baroque Hoedown, che era da lui ritenuta idonea per il ritmo. Il brano verrà usato per alcuni decenni come accompagnamento dell'Electrical Parade a partire dal 17 giugno 1972. Jean-Jacques Perrey dei Perrey & Kingsley si dichiarò sorpreso quando venne a sapere che la sua traccia era stata scelta come accompagnamento per un'attrazione. 
Il brano venne ripubblicato nelle compilation The Essential Perrey and Kingsley (1975), Incredible Synthesizer (1975), Vanguard Visionaries (2007) e nel cofanetto The Out Sound From Way In! (The Complete Vanguard Recordings) (2001).

## Altre versioni
Il Los Angeles Guitar Quartet realizzò una versione vivaldiana di Baroque Hoedown inclusa nel loro album Heigh-Ho! Mozart (1995).